# Labeobarbus oxyrhynchus
Labeobarbus oxyrhynchus é uma espécie de peixe actinopterígeo da família Cyprinidae distribuída pela África, concretamente no Quénia e Tanzânia. É um peixe de água doce cujos indivíduos do sexo masculino podem chegar a alcançar os 40 cm de comprimento.